# Mérinville
Mérinville är en kommun i departementet Loiret i regionen Centre-Val de Loire strax norr Frankrikes mitt. Kommunen ligger i kantonen Courtenay som tillhör arrondissementet Montargis. År 2022 hade Mérinville 173 invånare.

## Befolkningsutveckling
Antalet invånare i kommunen Mérinville
| Referens: INSEE |